# 小行星4819
小行星4819（4819 Gifford）是一颗绕太阳运转的小行星，为主小行星带小行星。该小行星于1985年5月24日发现。

## 轨道参数
小行星4819的轨道半长轴为2.2029922 UA，离心率为0.031。